# Flecktarn
Flecktarn ist ein heute international gebräuchliches Tarnmuster, bei dem farbige unregelmäßige Flecken oder Punkte auf einem Grundton angeordnet werden. Das Prinzip wurde ab 1935 von Johann Georg Otto Schick im Auftrag der Waffen-SS in verschiedenen Varianten entwickelt. Daran angelehnte Muster sind bis heute weltweit im Einsatz.

## Wirkung
Flecktarn wird für Tarnkleidung und Tarnanstriche von Gerät, Ausrüstung und Gebäuden verwendet.
Durch die Anordnung der Flecken soll ein optisches Verschwimmen der Umrisse des Körpers bewirkt werden, wodurch es dem Feind erschwert wird, das Gesehene als getarnte Person zu identifizieren. Das Muster hat sich seit seiner Erstentwicklung 1935 für bewaldetes Gelände in Mitteleuropa (Mischwald) bewährt und konnte sich seither in immer neuen vielfältigen Muster- und Farbarrangements auch in fast allen anderen Regionen und Umweltzonen der Erde durchsetzen.

## Flecktarn ab 1935

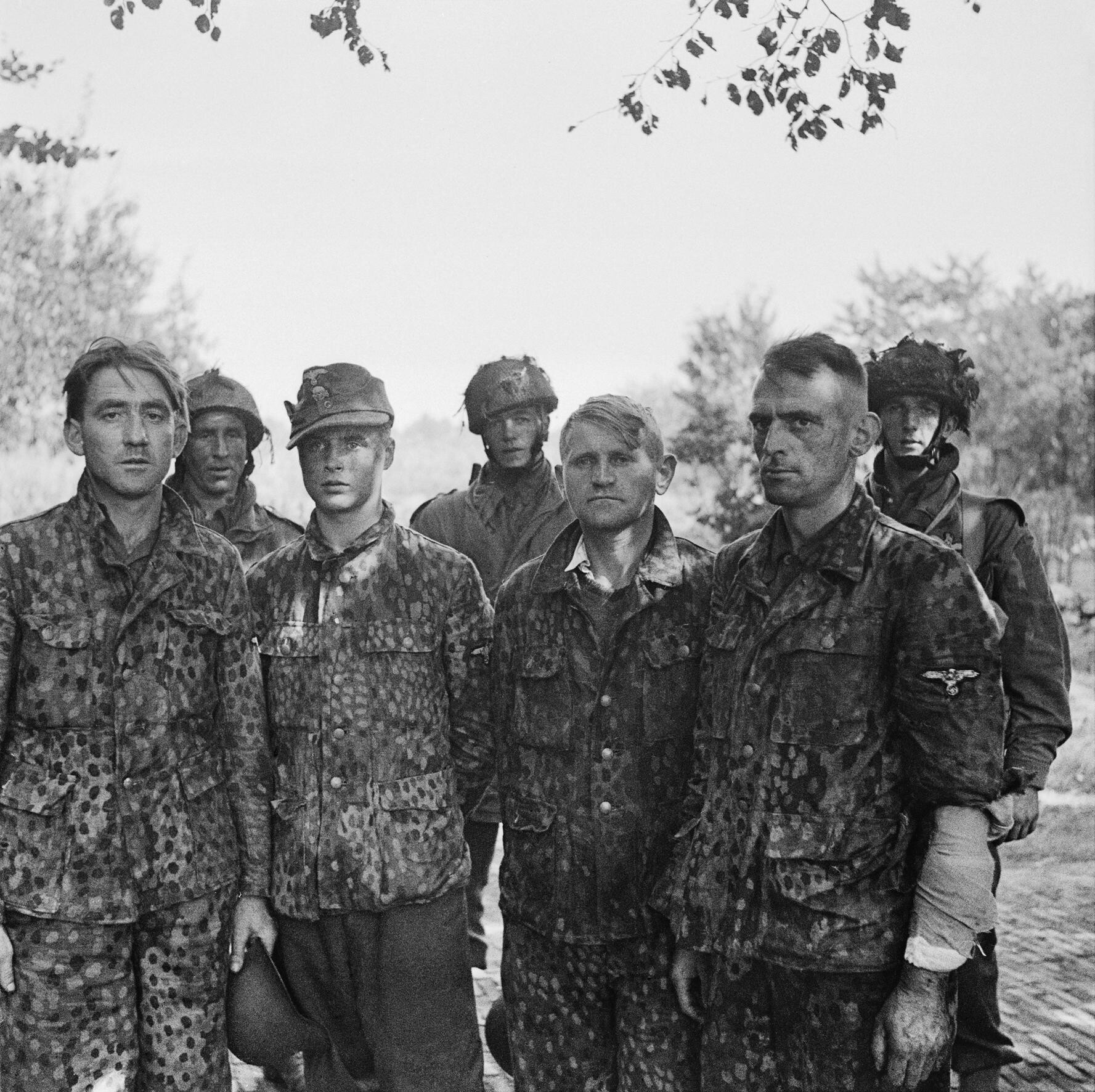
Soldaten der Waffen-SS (Vordergrund) mit der ab 1943 eingeführten Drillichtarnuniform im Erbsenmuster

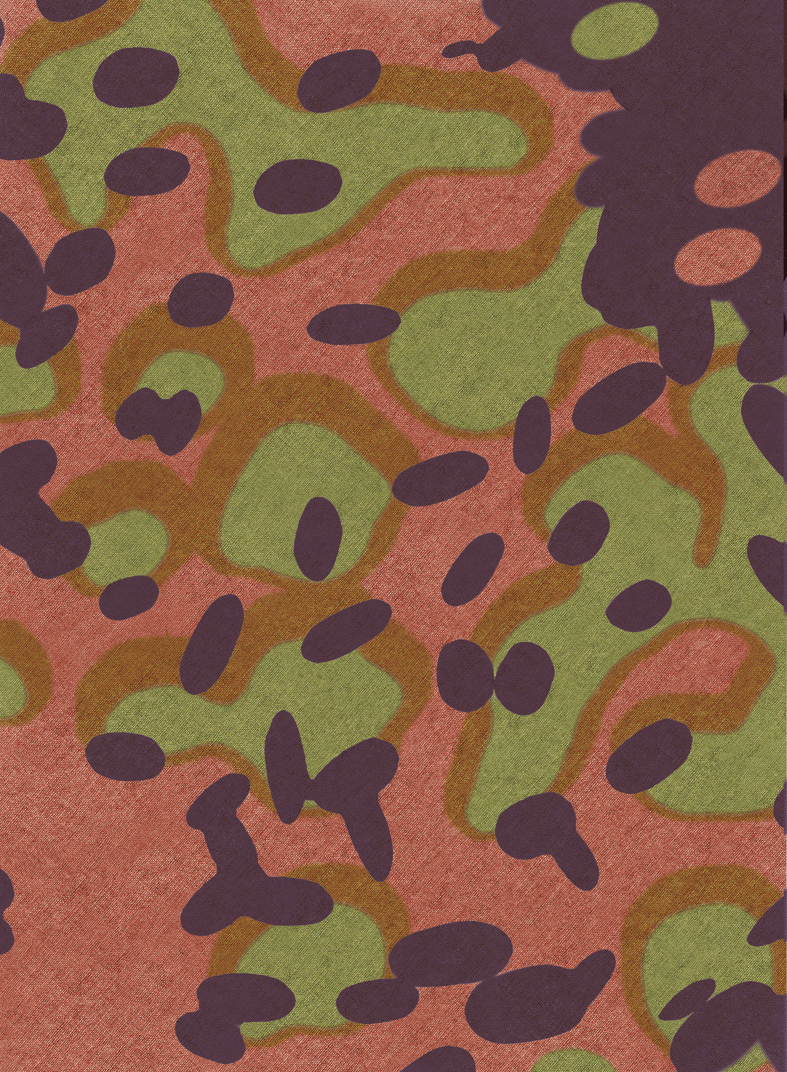
Das Platanenmuster (Sommerseite) in einer frühen Version ab Dezember 1937

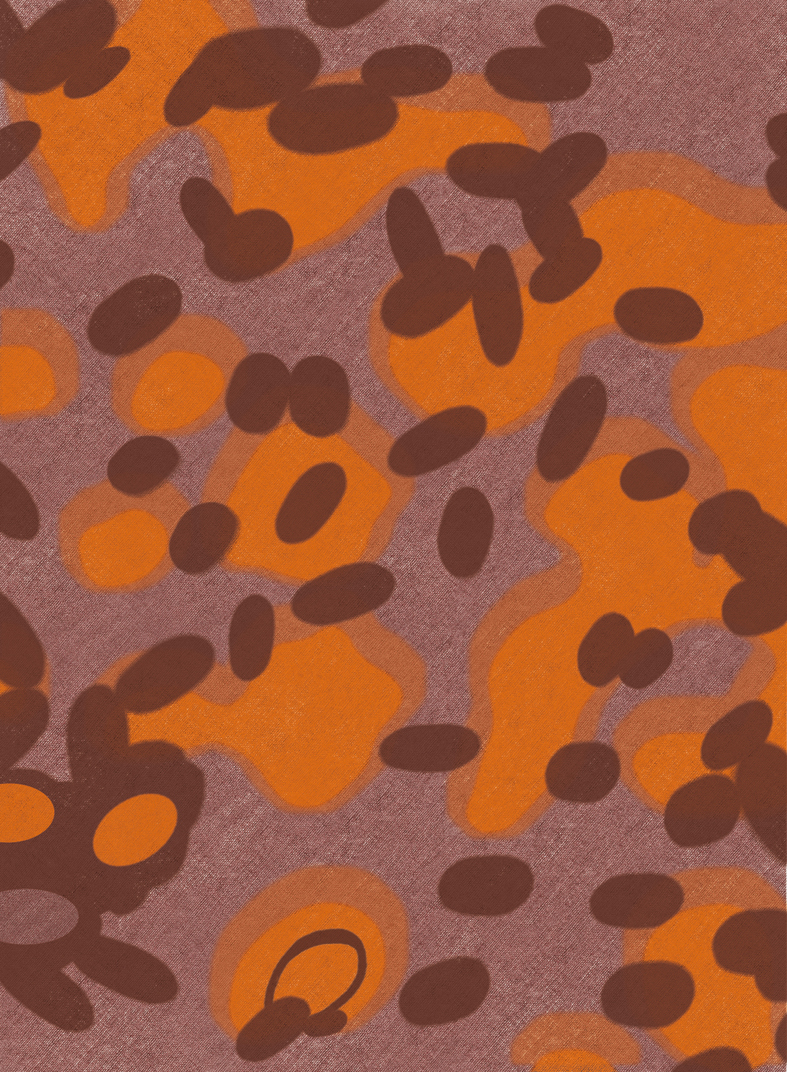
Das Platanenmuster (Herbstseite) in einer frühen Version ab Dezember 1937

Die Waffen-SS war weltweit die erste Truppe, die in großem Rahmen mit Flecktarnmustern in verschiedenen Ausführungen und Abwandlungen auf ihrer Bekleidung ausgestattet wurde. Das erste dieser Tarnmuster („Platanen“) war von dem Direktor der 1935 aufgebauten Abteilung „T“ („Tarnung“), dem Münchener Professor Johann Georg Otto Schick, bis Dezember 1936 entwickelt worden. Währenddessen entwarf der am 1. März 1936 zum SS-Hauptsturmführer ernannte Doktor der Ingenieurswissenschaften Wim Brandt die Richtlinien zu den einzelnen Ausrüstungs- und Bekleidungsteilen. Nach der Entwicklungsphase erfolgten Probeläufe mit Musterbekleidungsstücken. Ab Mitte des Jahres 1938 wurden dann die ersten Einheiten mit Tarnbekleidung ausgerüstet.
Die heutige Namensgebung der Waffen-SS-Muster stammt aus der Nachkriegszeit und wurde erstmals von den US-Amerikanern so beschrieben. Nur ein einziges deutsches Muster aus dieser Zeit ist unter seinem historischen deutschen Namen bekannt geworden. Es ist das letzte während des Krieges gefertigte Flecktarn, das über amerikanische Veröffentlichungen als „Leibermuster 1945“ bekannt wurde. Dieses Leibermuster wurde ebenfalls von Johann Schick entwickelt und mit lichtschluckenden Farbmitteln gedruckt, um Schutz gegen alliierte Nachtsichtgeräte bieten zu können. Die Herstellung der so erzeugten sechsfarbigen Stoffe war ausgesprochen aufwendig. Daher gelangten kriegsbedingt nur noch sehr wenige Stücke des Leibermusters an die Truppe. Es war vorgesehen, dass dieses Tarnschema alle bisher eingeführten SS- und Wehrmachtstarnstoffe ersetzen sollte. Diese Überlegungen standen jedoch im Widerspruch zur wehrmachtseigenen zeitgleichen Entwicklung, dem „Buntfarbenaufdruck 1945“. Das Leibermuster besaß einen lederfarbenen Hintergrund, auf den weiße Flecken gedruckt wurden. Darüber kam eine hellgrüne Musterung sowie eine weitere Druckschicht aus mittlerem Grün in Form von Blättern. Rotbraune Flecken folgten und zuletzt wurde schwarzes „Astwerk“ darübergelegt.
Folgende Tarnmuster der Waffen-SS sind bekannt:
- Platanenmuster (1937 bis 1942) – Frühling-/Sommer- und Herbst-/Winter-Variante
- Rauchtarnmuster (1939 bis 1944) – Frühling-/Sommer- und Herbst-/Winter-Variante
- Palmenmuster (ab Ende 1943) – Sommer-/Herbst-Variante, speziell für Einheiten an der Ostfront[7]
- Beringtes Eichenlaubmuster (1942 bis 1945) – auch Eichentarn Typ A genannt
- Eichenlaubmuster (1943 bis 1945) – Frühling-/Sommer- und Herbst-/Winter-Variante – auch Eichentarn Typ B genannt
- Erbsenmuster (1943 bis 1945) – eingeführt mit der Drillichtarnuniform M43, keine wendbare Musterung[8]
- Erbsenmuster (Truppenversuch) (1943) – nach Felderprobung bei der Waffen-SS verworfene und nach dem Krieg als „Kampfanzug M57“ ab 1957 in Österreich eingeführte Variante des Erbsenmusters.[9]
- Leibermuster (1945) – nur sporadisch 1945 mit der Drillichtarnuniform M44 eingeführt.

Ein weiteres, in der Literatur selten beschriebenes Muster ist das Blocktarn. Von den meisten Mustern wurden vielfältige Abwandlungen gedruckt; zahlreiche seltene, ungewöhnliche aber originale Ausrüstungsgegenständen können auch aus kleinen Versuchsserien stammen, die nicht in Serie gingen.
Die ursprünglich der Waffen-SS vorbehaltenen Flecktarnmuster wurden während des Krieges auch von Verbänden der Wehrmacht und der Fallschirmjäger verwandt. So war die Division Hermann Göring seit Sommer 1942 standardmäßig mit Helmtarnbezügen und Tarnuniformen der Waffen-SS ausgerüstet.

### Herstellung
Zur Herstellung der deutschen Stoffe wurden vollkommen neue Methoden entwickelt, da der industrielle Fünf- und Sechsfarben-Textildruck weltweit noch niemals in solch einem Umfang erprobt worden war. Zwar war Deutschland schon seit dem 19. Jahrhundert der international bedeutendste Lieferant für Stofffarben gewesen, doch bedeutete der Mehrfarbensiebdruck, der in zwei Varianten auf beiden Stoffseiten der Uniformen (Wendekleidung) erscheinen sollte, eine besondere Herausforderung.
Als Druckunterlage diente ein zumeist weißer, dicht gewebter und atmungsaktiver Kunstfaserbaumwollstoff. Zunächst wurden die Drucke noch mit Anthrasolfarbe im Siebdruckverfahren aufgebracht, in einem weiterentwickelten Verfahren kombinierte man dann den Sieb- mit dem Rollendruck. Dabei wurden die Stoffe zunächst mit den Grundmustern durch die Druckmaschine gezogen. Zur Färbung fanden hier Indanthrenfarben Verwendung. Danach konnten im Siebdruckverfahren die restlichen Muster, aber auch farbliche und gestalterische Variationen aufgebracht werden. Farbverläufe wurden durch Überdrucken erzielt. Das Drucken auf hochwertigem Leinenmaterial war sehr erfolgreich. Allerdings wurde die Qualität und Ware der Stoffe gegen Kriegsende immer minderwertiger, so dass die Farben beim Auftrag entsprechend schlechter abgebildet wurden.
Zahlreiche Experimentalmuster verwendeten auch so ungewöhnliche Farben wie gelb, rosa, violett und orange. Viele Mustervarianten sind auf Schwierigkeiten während des Färbeprozesses zurückzuführen, wobei es auch für die oft aufgedruckten Nummern keine wirklich schlüssige Erklärung gibt.

### Fälschungen
Historisches deutsches Flecktarn, das heute relativ selten ist, erzielt auf Märkten und Auktionen seit Jahrzehnten Höchstpreise im Bereich neuzeitlicher Uniformen. Dies hat schon früh Fälscher angelockt. Das deutsche „Platanen“- und „Erbsenmuster“ sowie das „Eichenlaubmuster“ zählen noch heute zu den meistkopierten Tarnmustern weltweit. Fälschungen lassen sich unter anderem daran erkennen, dass sie neben modernen Chemiefasern unhistorische und vielfach minderwertige Stoffe verwenden oder nicht den originalen Druckmustern und Farben folgen. Unterschiede gibt es auch zwischen den damaligen und heutigen Webtechniken. Auch bei den Schnittmustern finden sich zahlreiche falsche Interpretationen und Varianten, die sich historisch nicht belegen lassen. Zudem lässt sich echtes historisches deutsches Flecktarn daran erkennen, dass der Stoff wasserabweisend ist. Die Fasern sind sehr dicht gewebt und ziehen sich bei Kontakt mit Wasser zusammen, was den Stoff zusätzlich auch steifer werden lässt. Gerade Stahlhelmüberzüge sind bei Fälschern sehr beliebt.

## Flecktarn ab 1945

### Ungarn
Das SS-Platanenmuster in den beiden Varianten Frühling-/Sommer sowie Herbst-/Winter wurde in Ungarn nach dem Zweiten Weltkrieg noch aufgetragen. In den 1950er bis 1980er Jahren waren dann mehrere vom SS-Eichenlaubmuster abgeleitete Tarnschemen in Gebrauch, die sich hauptsächlich in der Färbung voneinander unterschieden.

### Tschechoslowakei
1954 wurde in der Tschechoslowakei das Leibermuster in einer farblich reduzierten 4-Farbvariante eingeführt. Die Musterung, welche ebenfalls vom Vorbild abweicht, wird in der Literatur zumeist als „eichenlaubartig“ beschrieben. Das tschechoslowakische Leibermuster wird seit 1962 nicht mehr hergestellt.

### Bundesrepublik Deutschland

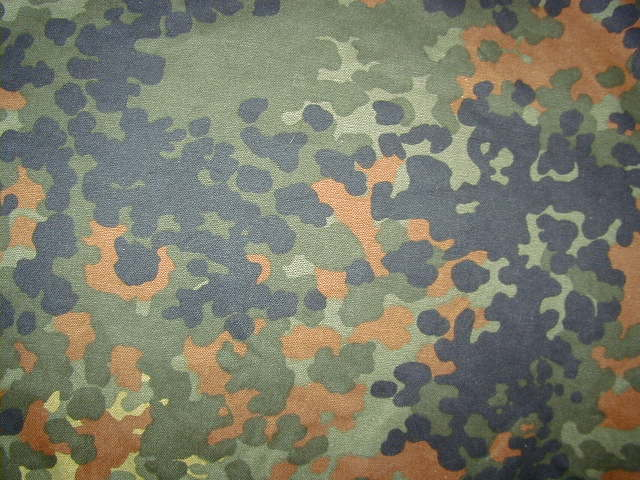
Flecktarn B (groß) der Bundeswehr; 1990 eingeführt

Schon vor Gründung der Bundeswehr und der öffentlichen Diskussion über deren Für und Wider hatte die Bundesregierung im Oktober 1950 die „Dienststelle Blank“ unter dem „Sonderbeauftragten des Kanzlers“, Staatssekretär Theodor Blank, eingerichtet, welche sich mit einer zeitgemäßen Uniformierung zukünftiger deutscher Soldaten befasste. Nach Aufstellung der Bundeswehr im Jahre 1955 wurde bei der Truppe sofort ein Kampfanzug in leicht abgewandeltem Splittertarn M31 der Reichswehr bzw. Wehrmacht eingeführt, doch bereits in den frühen 1960er Jahren durch eine den NATO-Partnern angelehnte einfarbige Oliv-Variante im Farbton RAL 6014 (Gelboliv) ersetzt.
Zwischen 1955 und Anfang 1956 wurde bei der Bundeswehr kurzzeitig auch eine leicht abgewandelte Variante des 1945 für SS und alle Heeresteile vorgesehenen Leibermusters in Truppenversuchen verwendet. Ursprung dieser Entwicklung war die ab 1952 geplante Europäische Verteidigungsgemeinschaft (EVG) und die für diesen Zusammenschluss vorgesehene Uniformierung gewesen. Nachdem Frankreich aus Furcht vor Einschränkungen seiner Souveränität den bereits von allen anderen teilnehmenden Staaten ratifizierten Vertrag platzen ließ, wurde auch die Weiterentwicklung eines einheitlichen europäischen Kampfanzuges eingestellt. Der sechsfarbige Stoffdruck sowie die daraus hergestellten Uniformen stammen alle aus Belgien. Die Versuche bei der Bundeswehr wurden ohne bekanntgewordene Ergebnisse beendet.
Ab 1976 wurde das Interesse an einem Tarnmuster wieder geweckt. Daher führte in der zweiten Jahreshälfte 1976 die Bundeswehr eine Reihe von Truppenversuchen durch, mit denen die Wirksamkeit verschiedener neuer Tarnmuster getestet werden sollte. Im Versuch befanden sich verschiedene Fünffarb-Muster, darunter Flecktarn B (groß), das eine computergestützte Neuentwicklung war, die optisch an das SS-Platanenmuster erinnerte. Es konnte festgestellt werden, dass dieses Muster in Mitteleuropa die beste Tarnwirkung erzielt. Daher wurde es 1990 in der Bundeswehr eingeführt.
Auf der Grundlage des Flecktarn B (groß) entwickelte die Bundeswehr 1993/94 das sogenannte „Tropentarn“, wobei der Fünffarbendruck des Flecktarn B (groß) auf drei Farben verringert und farblich dem Wüsten/Halbwüstengelände angepasst wurde. Nötig geworden war dieses Muster durch den inzwischen auf ausländische Kriegsschauplätze ausgeweiteten Einsatz der Bundeswehr.
Ab 2016 wurde bei Spezialeinheiten der Bundeswehr das von der WIWeB entworfene Muster Multitarndruck eingeführt. Im Jahr 2025 beschloss das Bundesministerium der Verteidigung, das bis dahin in der Bundeswehr verwendete Flecktarn innerhalb von vier Jahren (von 2026 bis 2029) durch Multitarn zu ersetzen.

### Schweiz

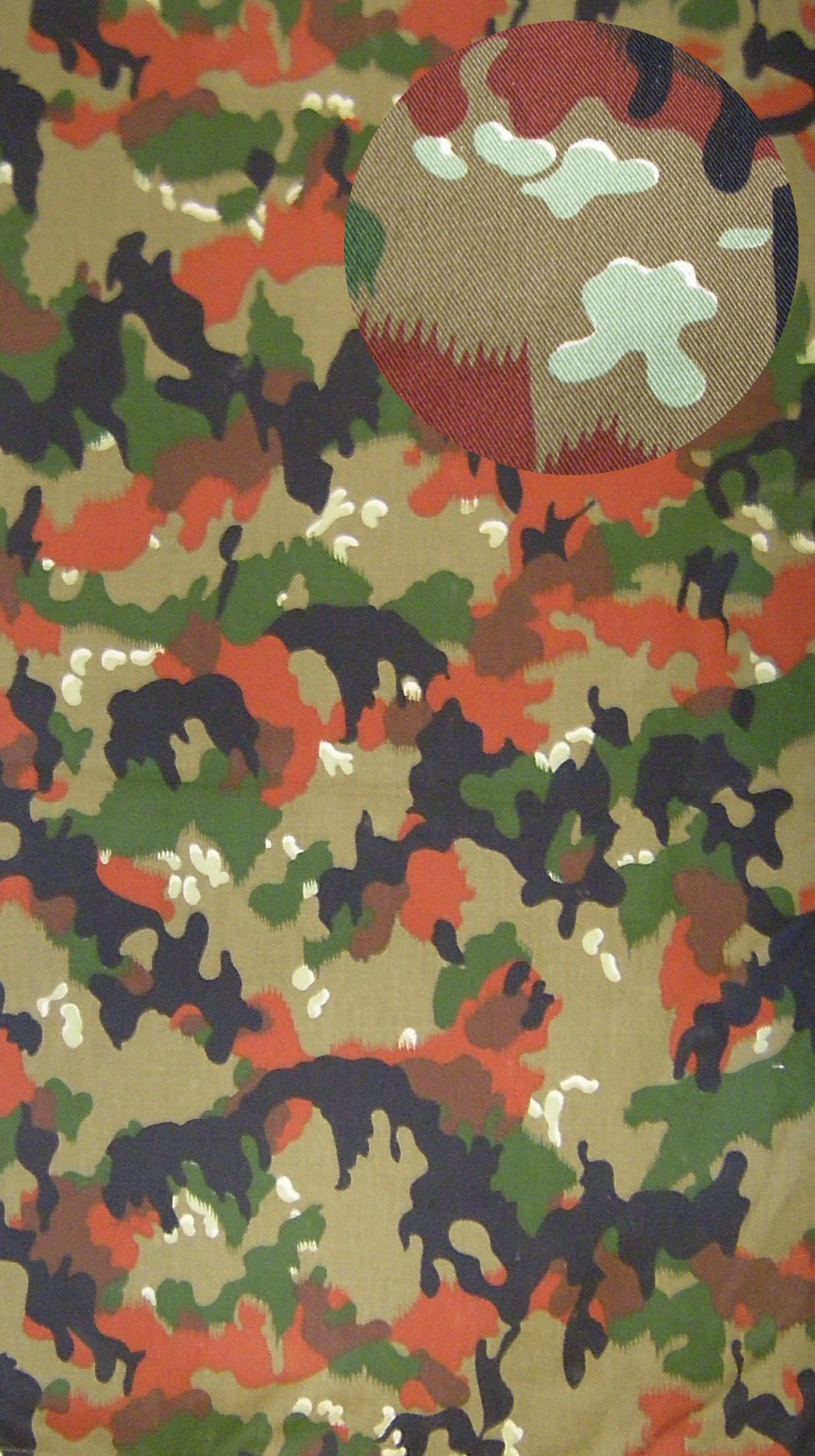
Taz 83: Alpenflage
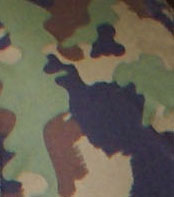
Taz 90: Tarnmuster

1957 wurde in der Schweiz eine weitere Variante des Leibermusters M45 (Buntfarbendruck 45) eingeführt. Man übernahm dabei den aufwendigen deutschen Sechsfarbendruck. Das schweizerische Tarnmuster bestand aus einem stärkeren Rotanteil, bei dem sich die anderen Tarnfarben teilweise überdeckten. Auch hier wurde eine schwarze Karbonfarbe genutzt, um ein Verschmelzen der Umrisse des Soldaten in ultraviolettem Licht zu gewährleisten. Das Tarnmuster wurde später einheitlich als Taz 83 bezeichnet und war bis 1995 in Gebrauch. Über die Jahrzehnte gab es einige farbliche Variationen, wobei die ursprüngliche Herkunft immer deutlich blieb. Zum Teil findet sich für die Schweizer Variante auch die Phantasiebezeichnung „Alpenflage“ (aus Alpen und Camouflage). Das 1993 eingeführte Schweizer „Woodland“-Leibermuster, mit der Bezeichnung Taz 90, ist eine neue Variante des Schweizer Leibermusters ohne Rotanteil. Man behielt die bisherige Musterung bei, orientierte sich aber in der Farbgebung am 1981 in der US-Armee eingeführten „Woodland“-Muster, welches eine um ein sechstel maximierte Variante des 1948 entwickelten ERDL-Tarnmusters darstellt. Das ERDL-Tarnmuster wiederum basierte auf dem Splittertarn M45 der Wehrmacht, das jedoch nicht mehr zum Einsatz kam.
Das Schweizer Taz 83 Leibermuster wurde nach dem Zusammenbruch der Sowjetunion auch in Russland von Einheiten des Innenministeriums (MWD) getragen.

### Österreich

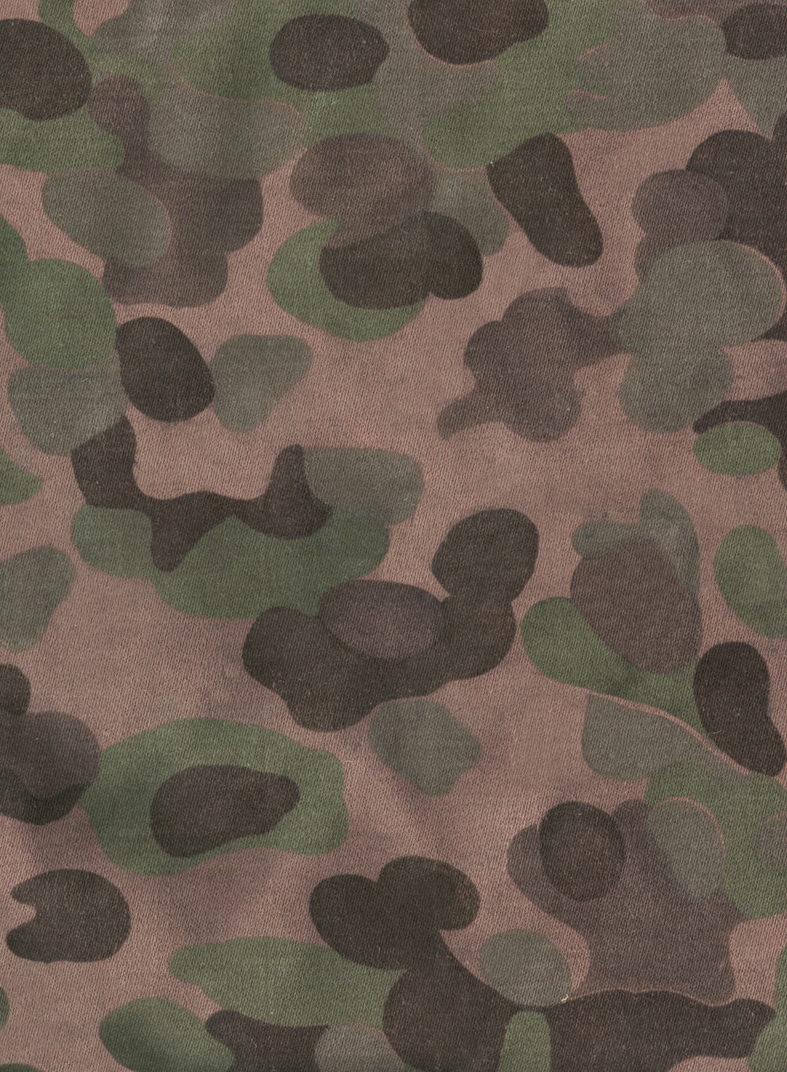
Das österreichische Erbsentarnmuster, hergestellt von 1957 bis 1978

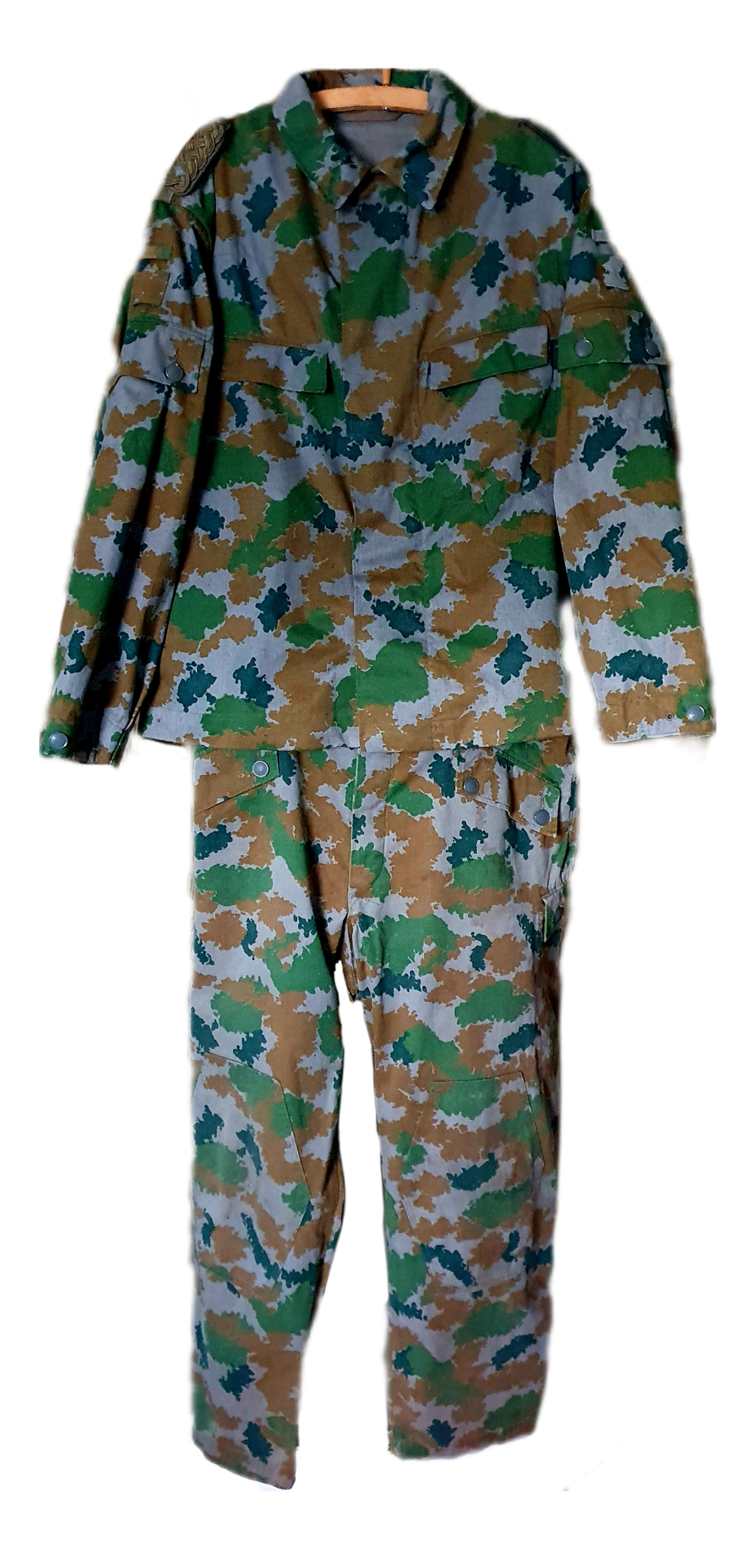
NVA Kampfanzug 64 von 1965

In Österreich wurden bereits 1956 die besonderen Eigenschaften des Flecktarns hinsichtlich einer körperauflösenden Tarnwirkung wiederentdeckt und 1957 im Österreichischen Bundesheer ein direkt vom SS-Erbsentarnmuster abgeleiteter Stoffdruck, der bei der Truppe den Namen „Fleckerlteppich“ erhielt, eingeführt.
Das Erbsentarnmuster ist eine erstmals 1943 hergestellte Variante des Flecktarns. Die österreichische Erbsentarn-Produktion wurde 1978 nach Meinung von Fachbuchautoren aus politischen Gründen eingestellt, als weltweit der Trend zum Flecktarn erst begann. Mit dem Anzug 75 und Anzug 03 verfügt das Österreichische Bundesheer über keine offiziell eingeführte Flecktarnuniform für die Masse der Soldaten. Man trägt sowohl im Dienst, zum Ausgang als auch im Felde diese grünen (RAL 7013) Uniformen, die lediglich durch das Anlegen des Kampfgeschirrs beziehungsweise der Kampfweste zum Kampfanzug werden. Eine beige Version des Anzuges 03, bezeichnet als „Hot Weather Clothing“, ist ebenfalls in Einsatz. Durch das Bundesheer veröffentlichte Bilder von Soldaten des Jagdkommandos zeigen verschiedene Tarnanzüge in Verwendung.
Im September 2017 gab das Österreichische Bundesheer bekannt, dass die Einführung einer neuen Uniform geplant ist. Das durch das Bundesheer selbst entwickelte Tarnmuster besteht aus sechs Farben, wobei sich das Design aus klein- und großflächigen Flecken zusammensetzt.

### Deutsche Demokratische Republik
Bei der Nationalen Volksarmee (NVA) und dem Ministerium des Inneren (MdI) wurde 1958 ein neuinterpretiertes Flecktarnmuster („Flächentarnmuster“) eingeführt, welches an das historische Eichenlaubmuster erinnert. Das DDR-Flecktarn wurde bis 1967 hergestellt und nachweislich bis 1971 für die Herstellung von Felddienstbekleidung verwendet. Es wurde langsam vom Strichtarnmuster ersetzt, das man seit 1965 hergestellt hat. Im Soldatenjargon wurde das Tarnmuster auch als „Blumentarn“ bezeichnet. 1975 erfolgten geheime Erprobungen im Forschungsinstitut für Textiltechnologie Karl-Marx-Stadt mit verschiedenen neuen Flächentarnmustern, welche jedoch nicht zur Verwendung kamen. Die NVA blieb bis zur Auflösung 1990 beim Strichtarn.

### Spanien
In Spanien war zwischen 1960 und 1982 ein Fünffarben-Ganzjahresmuster in Gebrauch, das direkt vom SS-Leibermuster abgeleitet worden war. Die Spanier stellten für verschiedene landschaftliche Hintergründe sechs farblich abweichende Vorlagen her.

### Ägypten
1973 war in Ägypten eine Wendeflecktarnuniform in Gebrauch, die auf der „Felstarn“-Seite direkt aus dem SS-Platanenmuster abgeleitet war. Sogar die Farbgebung zeigte sehr deutliche Ähnlichkeiten. Die andere Seite ist mit einem einfachen Wüstentarn bedruckt. Auf beigem Untergrund sind dunkelbraune einfache Flecken („Kuhflecken“) aufgebracht. Dieses Flecktarn wurde bis in die 1980er Jahre verwendet.

### Dänemark
Dänemark verwendet seit 1978 ein vom Bundeswehr-Flecktarn B kopiertes Tarnmuster für Bekleidung und persönliche Ausrüstung, bei dem die Farben der vorherrschenden Vegetation in skandinavischen Wäldern angepasst wurden. Das dänische Muster besteht lediglich aus den drei Farben hellgrün, bronzegrün und schwarz. Fast unverändert von der deutschen Druckvorlage kopierten die dänischen Streitkräfte mit ihrem dänischen Wüstentarn M99 das Bundeswehr-Wüstentarnmuster, wobei noch ein mittelgrüner Farbton eingesprenkelt wurde.

### Belgien
Das Flecktarn B (groß) der Bundeswehr wurde in unveränderter Form auch von der belgischen Luftwaffe (Belgische Luchtmacht – Force Aérienne Belge) bei Objektschutz- und Flugabwehreinheiten von 1988 bis in das Jahr 2000 verwendet. Mittlerweile ist es dort durch das allgemein gebräuchliche Tarnmuster des Heeres ersetzt worden (sogenanntes Puzzletarn aufgrund der Ähnlichkeit der Flecken mit Puzzleteilen). Bemerkenswert ist hier, dass das in Deutschland entwickelte Muster bei der belgischen Luftwaffe knapp drei Jahre vor Einführung in die Bundeswehr schon in allgemeine Verwendung gegeben wurde. Die 'Belgische Luchtmacht – Force Aérienne Belge' verwendete auch einen modularen Tragesatz sowie einen zweiteiligen Rucksack im Flecktarnmuster zur Vervollständigung der Uniform aus Feldhose, -bluse und -parka.

### Russland
Truppen des Innenministeriums (Внутренние Войска Министерства Внутренних Дел) der Russischen Föderation verwenden kommerziell beschaffte Uniformen in einem dem deutschen 5-Farb bzw. dem dänischen 3-Farb-Flecktarnmuster sehr stark ähnelnden Tarndruck. Da allerdings gerade bei diesen Truppenteilen persönliche Vorlieben über dienstliche Regularien zu dominieren scheinen, werden hier Tarnmuster verschiedener Provenienz verwendet, so unter anderem auch nahezu unveränderte Kopien des Waffen-SS 'Eichentarnmusters', wie es auch auf diversen Fotos der Geiselnahme von Beslan zu sehen ist.

### Rumänien
Das rumänische Heer verwendet ebenfalls ein vereinfachtes Flecktarnmuster, welches jedoch aktuell durch ein 'Woodland'-Derivat ersetzt wird.

### Polen
Von polnischen Polizeisonderkräften wird teils ein dem Flecktarn ähnliches, in Grautönen gehaltenes Muster verwendet. Das Muster wiederholt sich allerdings in verhältnismäßig geringen Abständen regelmäßig im Druck.

### China
Die chinesische Volksbefreiungsarmee verwendet ein unverändert vom Bundeswehr-Flecktarn B (groß) kopiertes Tarnmuster für die Uniformen der im besetzten Tibet operierenden Gebirgstruppen. Die Original-Druckvorlagen sind nach Auskunft aus der Bekleidungsindustrie wohl dadurch beschafft worden, dass eine norddeutsche Bekleidungsfabrik, welche im Auftrag der Bundeswehr Uniformen herstellt, einen Teil der Produktion zeitweilig durch einen chinesischen Subunternehmer fertigen ließ. Diese Variante entspricht in Form und Aufteilung der Flecken exakt dem deutschen Muster, besteht jedoch aus folgenden Farben: beige, hellgrün, mittelbraun, dunkelbraun und schwarz.
Ebenfalls von der chinesischen Armee verwendet wird ein Flecktarnmuster mit der Farbkombination mittelgrün, grünlich-beige, beige, mittelbraun und schwarz. Dieses Muster wird interessanterweise jedoch nur für ärmellose Sporthemden verwendet und scheint somit eher dem Zweck der Identifizierung mit der Gruppe zu dienen als der Tarnung.

### Japan

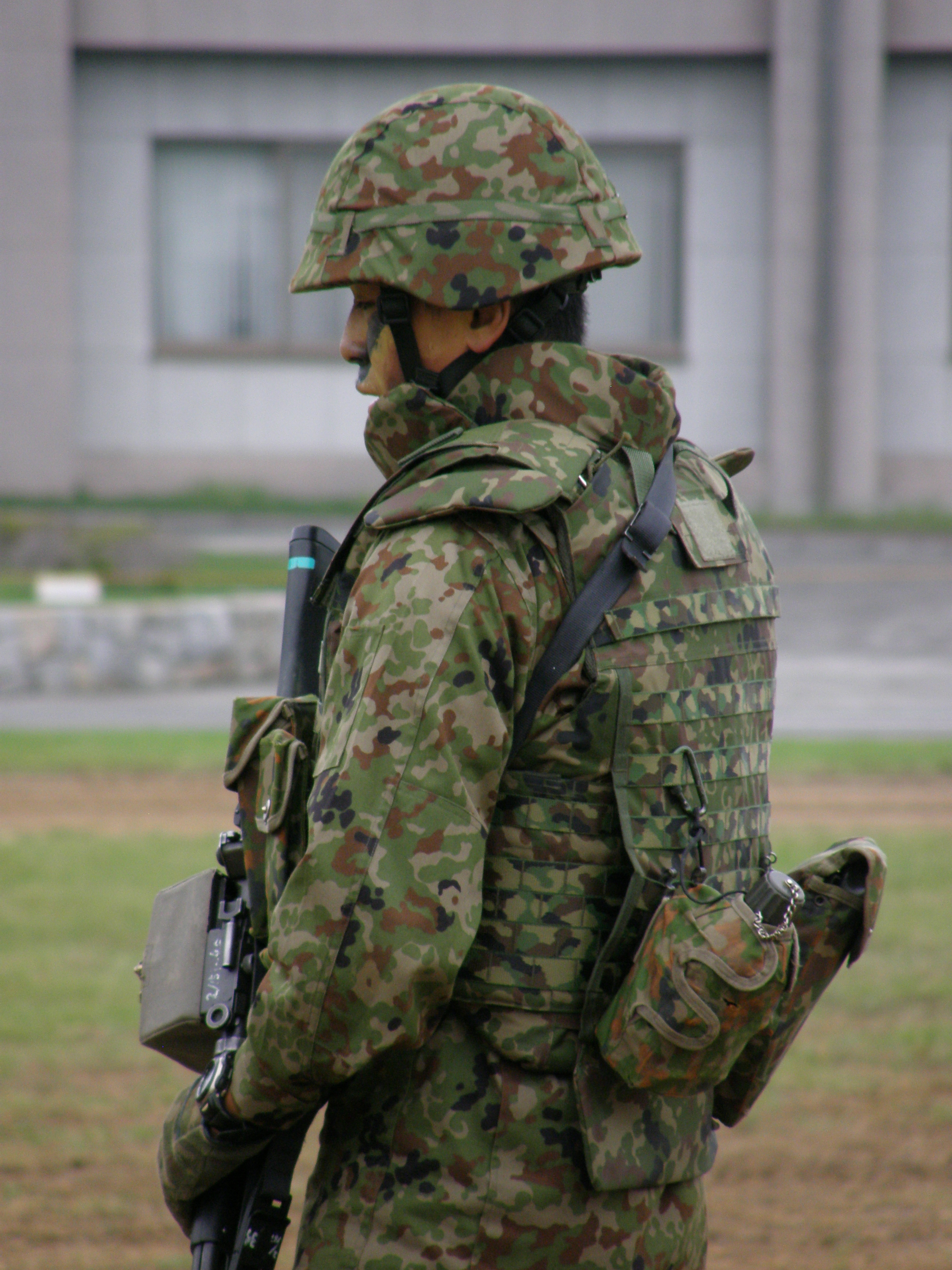
Japanischer Soldat in einer Variante des Flecktarn B (groß)

Das Heer der japanischen Selbstverteidigungskräfte verwendet seit 1985 ein dem Bundeswehr-Flecktarn B (groß) ähnliches Muster in Farben, die denen des chinesischen Sporthemdes ähneln. Dieses Muster ist vierfarbig hellgrün, braun und schwarz auf beigem Hintergrund.

### USA

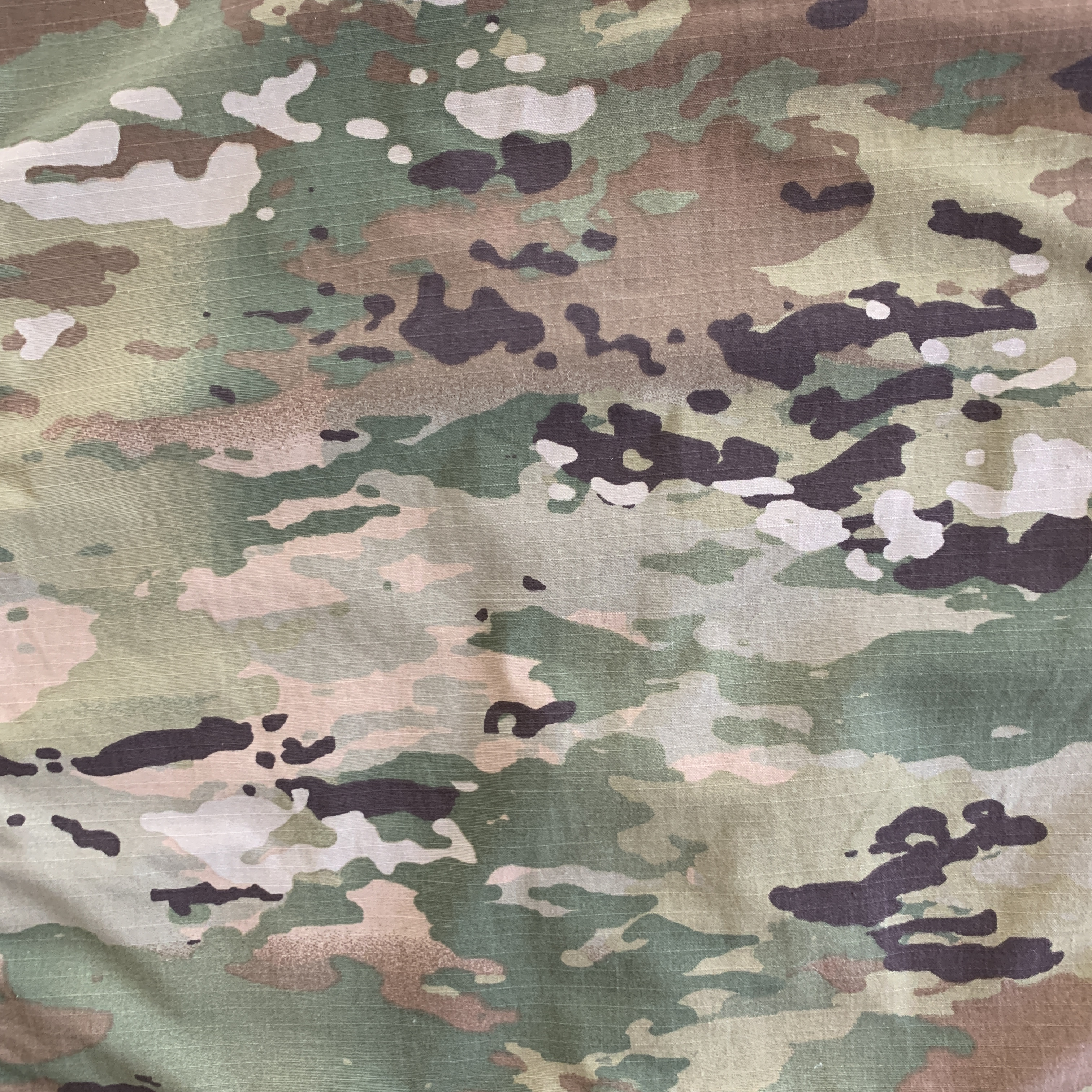
Das seit 2015 von der US Army genutzte Operational Camouflage Pattern (OCP)

Die Vereinigten Staaten von Amerika waren im Dezember 1941 nicht unvorbereitet in den Zweiten Weltkrieg eingetreten, dennoch mussten Heer und Marineinfanterie in den ersten Monaten des Pazifikkrieges mit zum Teil veralteten oder unpassenden Ausrüstungsgegenständen zurechtkommen. Während dieser ersten Phase begannen die Entwickler in den USA auch, über moderne Tarnstoffe nachzudenken. Als Ausgangsbasis diente das bekannte seit 1937 von der Waffen-SS getragene Platanenmuster. Die amerikanische Entwicklung unterschied sich aber konzeptionell in Formgebung und Verteilung der Flecken vom deutschen Vorbild. Zudem arbeiteten die Amerikaner mit anderen Farben, da dieses Muster für den Einsatz im Pazifik vorgesehen war. Trotz des aufwendigen Fünffarbdruckes ist das US-Muster in seiner Aufteilung wesentlich einfacher gestaltet als die SS-Varianten. In Amerika übernahm man außerdem die Idee des Wendemusters, die erstmals 1931 bei der Reichswehr-Zeltbahn mit dem Buntfarbenaufdruck 31 verwendet worden war. Das heißt, die Färbung der Muster war auf den beiden Stoffseiten verschieden. Das ursprünglich nur für den Pazifikeinsatz vorgesehene Tarnmuster sollte theoretisch bei Anlandeoperationen am Strand von der braun-beigen und während des Dschungelkampfes von der grün-braunen Seite gezeigt werden. In der Praxis war diese Theorie jedoch nicht zu halten, zumal es von Seiten der Soldaten Vorbehalte gegen Tarnstoffe gab. Historische Fotos zeigen amerikanische Soldaten auch in Frankreich mit dem US-Flecktarn. Auf dem europäischen Kriegsschauplatz wurde das amerikanische Wendemuster als „Frühlings-“ und „Herbstmuster“ bezeichnet und in erster Linie an Einheiten des 41. motorisierten Infanterie-Bataillons (2. motorisierte Division) ausgegeben. Es kam jedoch zu derart vielen tödlich verlaufenden Verwechslungen mit deutschen Truppen, dass das US-Muster bereits 1944 wieder aus Europa zurückgezogen wurde. Im asiatischen Raum ist dieses Muster jedoch noch über den Koreakrieg hinaus bis 1960 getragen worden.

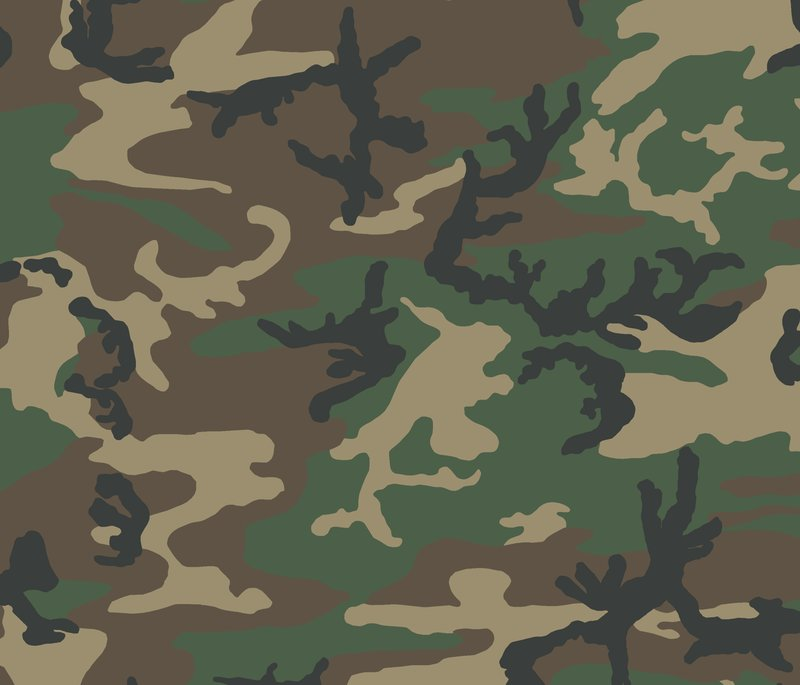
Das ab 1981 allgemein beim US-Militär genutzte M81 Woodland-Tarnmuster
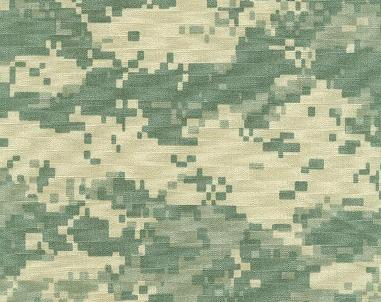
Der 2004 bei der U.S. Army eingeführte Nachfolger, das kurzlebige Digitaltarnmuster Universal Camouflage Pattern (UCP)

Nach Kanada hatten die USA 2004 als zweites Land der Welt beim United States Marine Corps ein Digitaltarnmuster, das MARPAT eingeführt, wobei es wegen der nicht zu leugnenden Ähnlichkeit zum urheberrechtlich geschützten kanadischen CADPAT-Muster zu Konflikten zwischen den kanadischen Entwicklern und den „Kopisten“ kam. Letztere behaupten, das Muster völlig eigenständig entwickelt zu haben. Bis zur endgültigen Auftragsvergabe an die Entwickler des ebenfalls als Digitaltarnmuster ausgeführten Universal Camouflage Pattern (UCP) hatte auch das Unternehmen Crye Precision in Zusammenarbeit mit dem United States Army Soldier Systems Center, kurz Natick Labs, bis 2002 ein Tarnschema unter dem Arbeitstitel „Scorpion“ entwickelt, das eine traditionellere Musterung aufnahm. Nachdem sich das UCP als völlig unzureichend erwiesen hatte, kam eine kommerzialisierte siebenfarbige Variante des „Scorpion“ mit Namen „MultiCam“ erstmals im Afghanistankrieg zum Einsatz. Im Jahr 2015 führte die U.S. Army dann das leicht bearbeitete „Scorpion“ unter der Bezeichnung Operational Camouflage Pattern (OCP) als allgemeines Tarnmuster ein.

### Kanada

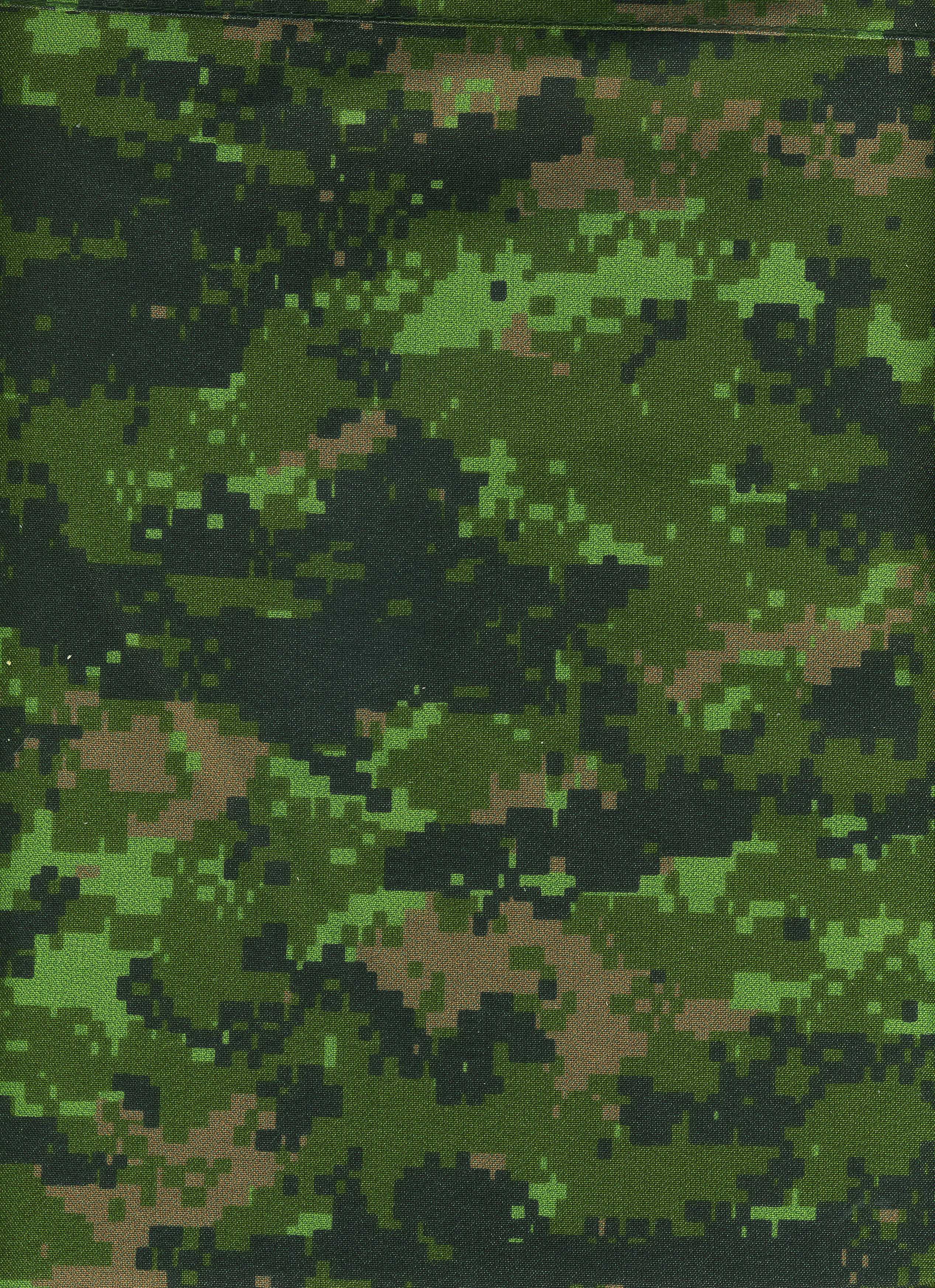
Das CADPAT in der Woodland-Variante

Das ab 2002 eingeführte kanadische CADPAT war das erste moderne Digitaltarnmuster auf Basis der bewährten Flecktarnmuster. CADPAT verwendet im Gegensatz zum amerikanischen MARPAT-Muster Farbvarianten, die auf die Flora der kanadischen Wälder abgestimmt sind. Eine Wüstenvariante existiert ebenfalls und ist unter dem Namen CADPAT ebenfalls urheberrechtlich geschützt.

### Ukraine
Seit 2005 wird in der Ukraine von Spezialkräften ein ebenfalls vom Bundeswehr-Flecktarn B abgeleitetes Fünffarben-Muster für den ganzjährigen Einsatz getragen.

### Frankreich
Die französische Flecktarnung der Armée de terre sind das Camouflage Centre-Europe (CCE) und Camouflage Daguet (Wüstentarn), die bis Ende 2025 durch das F3 Bariolage Multi-Environnement (BME) ersetzt werden. Die ersten neuen Kampfanzüge wurden am 12. Dezember 2024 an das 5e régiment de dragons ausgeliefert.

### Großbritannien
Das Disruptive Pattern Material DPM war das Tarnmuster der Britischen Armee. Das Multi-Terrain-Pattern MTP löst dieses ab.